# Нуско
Нуско (итал. Nusco) — коммуна в Италии, располагается в регионе Кампания, в провинции Авеллино.
Население составляет 4420 человек (на 2001 г.), плотность населения составляет 83 чел./км². Занимает площадь 53 км². Почтовый индекс — 83051. Телефонный код — 0827.
Покровителем населённого пункта считается Sant Amato. Праздник ежегодно празднуется 30 сентября.